# Pannychia
Genre
Pannychia est un genre d'holothuries (concombres de mer) abyssales de la famille des Laetmogonidae.
Ces holothuries abyssales translucides sont capables d'émettre de la lumière par bioluminescence quand elles se sentent menacées, dénonçant ainsi l'importun aux prédateurs de niveau supérieur. 

## Liste des espèces

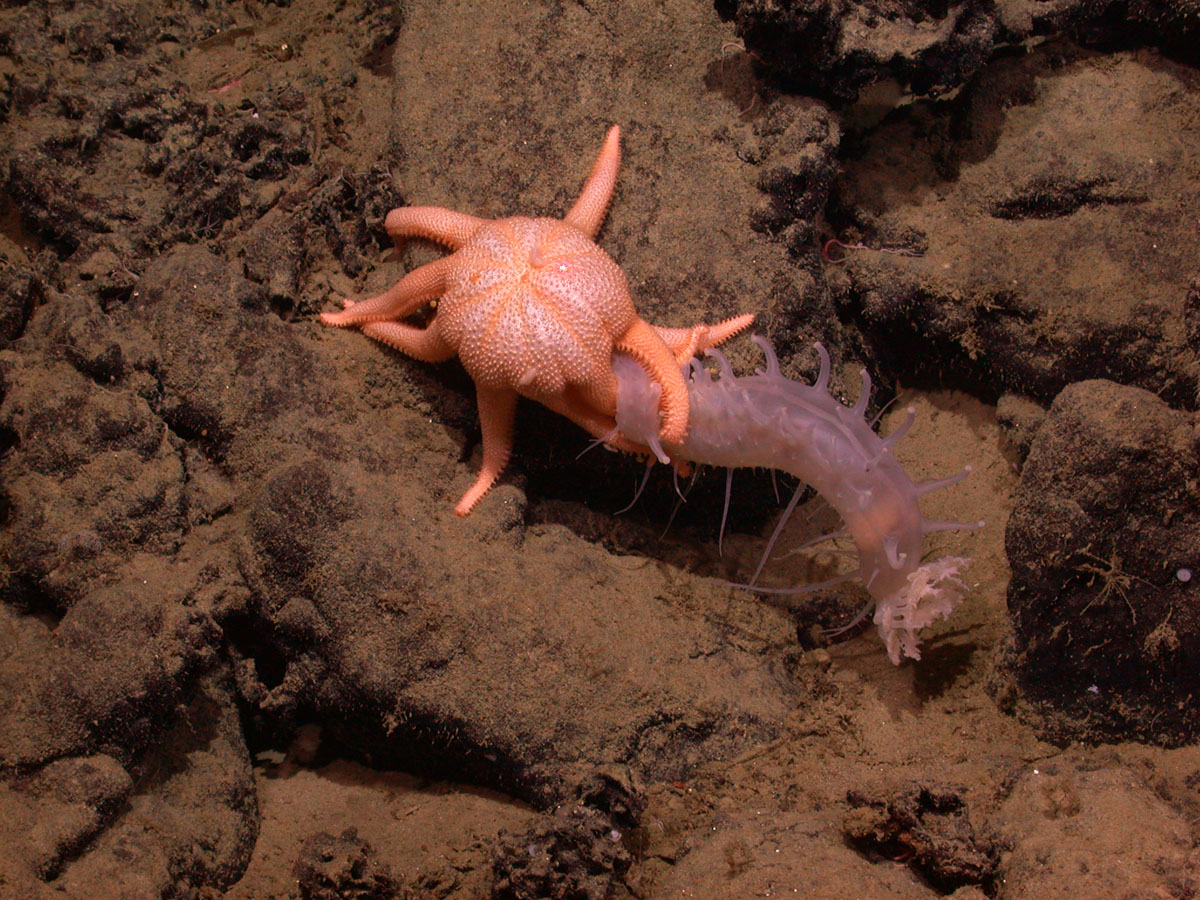
Une Pannychia moseleyi attaquée par une étoile carnivore du genre Solaster.

Selon World Register of Marine Species (22 mars 2015) :
- Pannychia moseleyi Théel, 1882
- Pannychia taylorae O'Loughlin in O'Loughlin & al., 2013